# Варлаам Яцкой
Варлаам Яцкой — иеромонах московского Чудова монастыря, до пострижения — сын боярский.

## Биография
Считается спутником Григория Отрепьева, будущего Лжедмитрия I, во время бегства последнего из Москвы в Литву (1602). Источником для описания этого путешествия, а также для биографии Варлаама Яцкого является приписываемый ему «Извет старца Варлаама по убиению Разстригине Царю Василию Ивановичу Всеа России», внесенный в качестве удостоверительного официального документа в повесть о событиях (1606), известную под заглавием «Иное Сказание».
Согласно «Извету», Григорий и Варлаам встретились в Москве на Варварском крестце в понедельник 2-й недели Великого поста и договорились в компании 3-го чернеца — Мисаила — идти вместе на богомолье через Киев в Иерусалим. «И шед мы за Москву-реку и наняли подводы до Болхова, а из Болхова до Карачева, и с Карачева до Новогородка Сиверского. И в Новегородке принялся в Преображенской монастырь, и строитель Захарий Лихарев поставил нас на крылосе, а того диякон Гришка на Благовещениев день с попами служил обедню и за Пречистою ходил. И на третий недели после Велика дни в понедельник вожа добыли Ивашка Семёнова, отставленного старца, да пошли на Стародуб и на Стародубский уезд и Ивашко вож за рубеж провел в Литовскую землю и первый город Литовской нам Лоева замка, а другой Любец, а третей Киев. И в Киеве в Печерском монастыри архимандрит Елисей нас принял, и в Киеве всего жили три недели, и он Гришка похоте ехати к воеводе Киевскому ко князю Василию Константину Острожскому и у архимандрита Елисея Плетенецкого и у братии отпросился».
Варлаам хотел остаться в этом монастыре, но архимандрит и братия «сожительствовати ему у себя не дали». Проведя лето у князя В. К. Острожского в Остроге, Варлаам осенью поселился в Дерманском монастыре. Всё это время Варлаам зорким и ревнивым взглядом следил за Отрепьевым и пытался якобы обратить его на истинный путь. Уже в Киеве Варлаам «извещал» на Отрепьева печерскорскому архимандриту в том, что Григорий вместо путешествия в Иерусалим «идет в мир до князя Василия Острожского и хочет платье иноческое скинуть». Получив ответ, что «здесь земля в Литве вольная», и очутившись сам при дворе князя Острожского, Варлаам бил челом князю, чтобы он «велел взяти из Гощеи и учинити по старому чернецом и диаконом» Григория, который уехал в Гощу, «иноческое платье с себя скинул и учал в Гощее учиться в школе по-латынски, и по-польски, и люторской грамоте». Получив почти такой же ответ, как и в Киеве, и к своему ужасу узнав, что Отрепьев «сказался царевичем князем Дмитрием Ивановичем Углицким», Варлаам самому королю «про того Гришку извещал, что не царевич Дмитрий », но король и паны Варлааму «не верили» и отослали его в Самбор к самозванцу, который «бив и мучив» Варлаама, велел его «в кандалы оковати и в тюрму вкинуть».
Здесь Варлаам покривил душой: он оказался в Самборе лишь с целью поживиться в окружении неожиданно оказавшегося в фаворе Григория Отрепьева. Однако иеромонах слишком много знал о самозванце, и тот решил отделаться от ненужного свидетеля и приказал заключить Варлаама в темницу. Лишь после поражения Лжедмитрия под Добрыничами (январь 1605), т. е. через 5 месяцев, Варлааму, по приказу Ю. Мнишека, «выкинули» из тюрьмы, и он снова оказался в Киево-Печерском монастыре, а затем в одном из черниговских монастырей. Варлаам ушёл в Смоленск (14 сентября 1605) и с разрешения местных воевод поселился в Авраамиеве монастыре.
Е. Н. Кушева доказала, что «Извет» — это подлинная челобитная Варлаама.